# Orla Perć

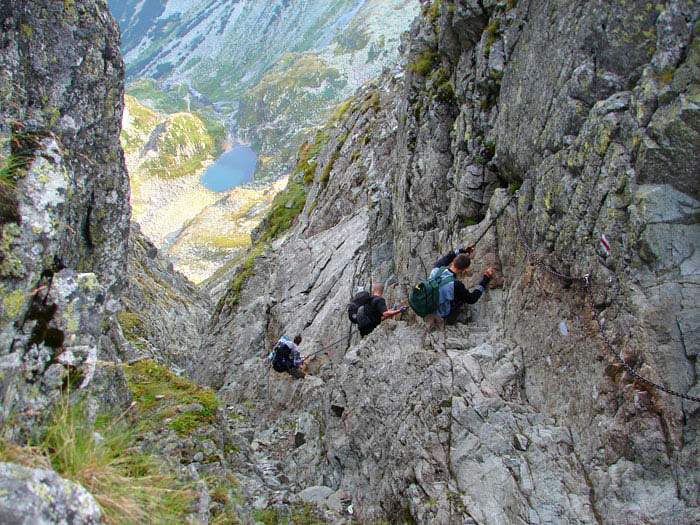
Stezka klesá z Koziho Wierchu

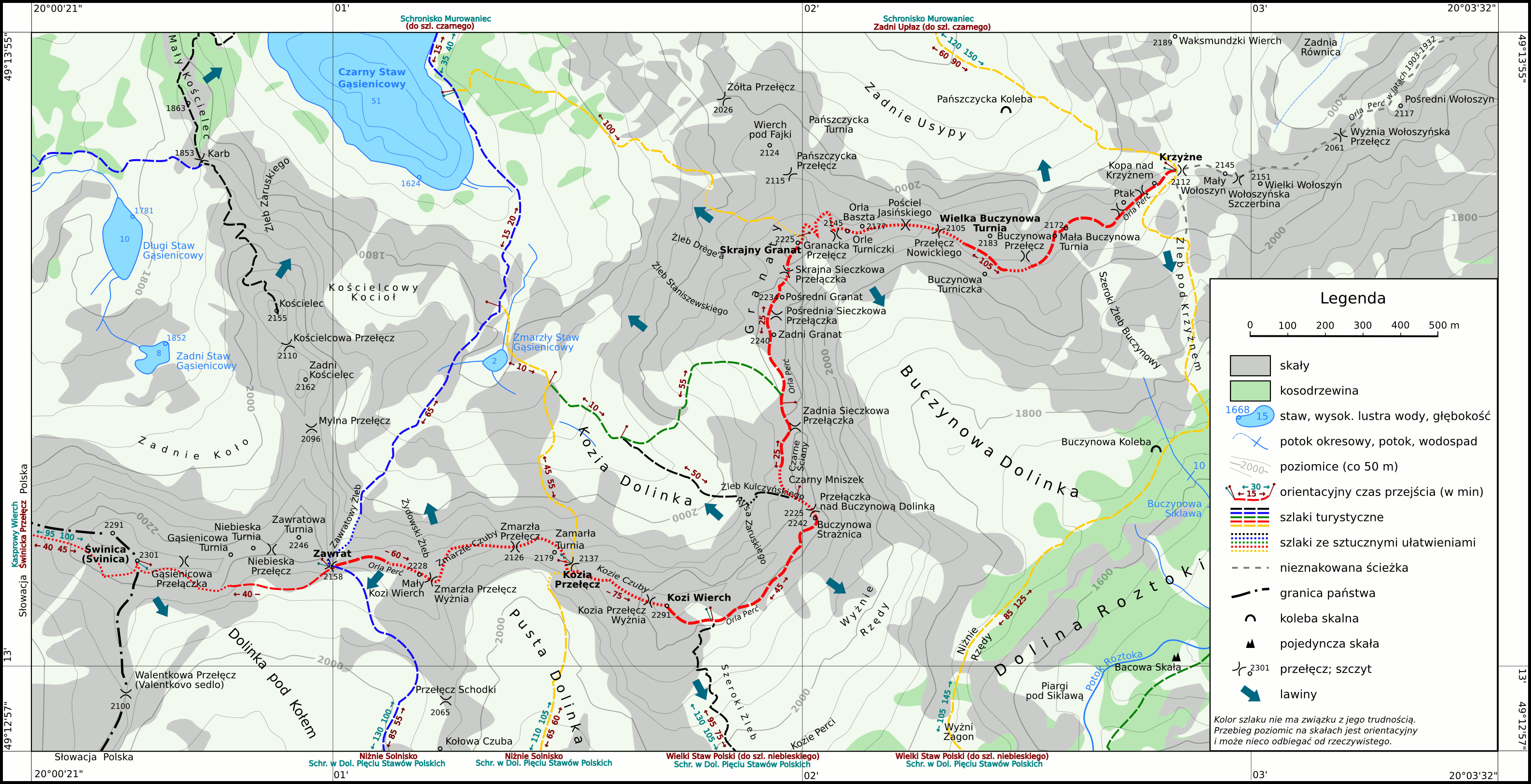
Mapa Orlé Perći

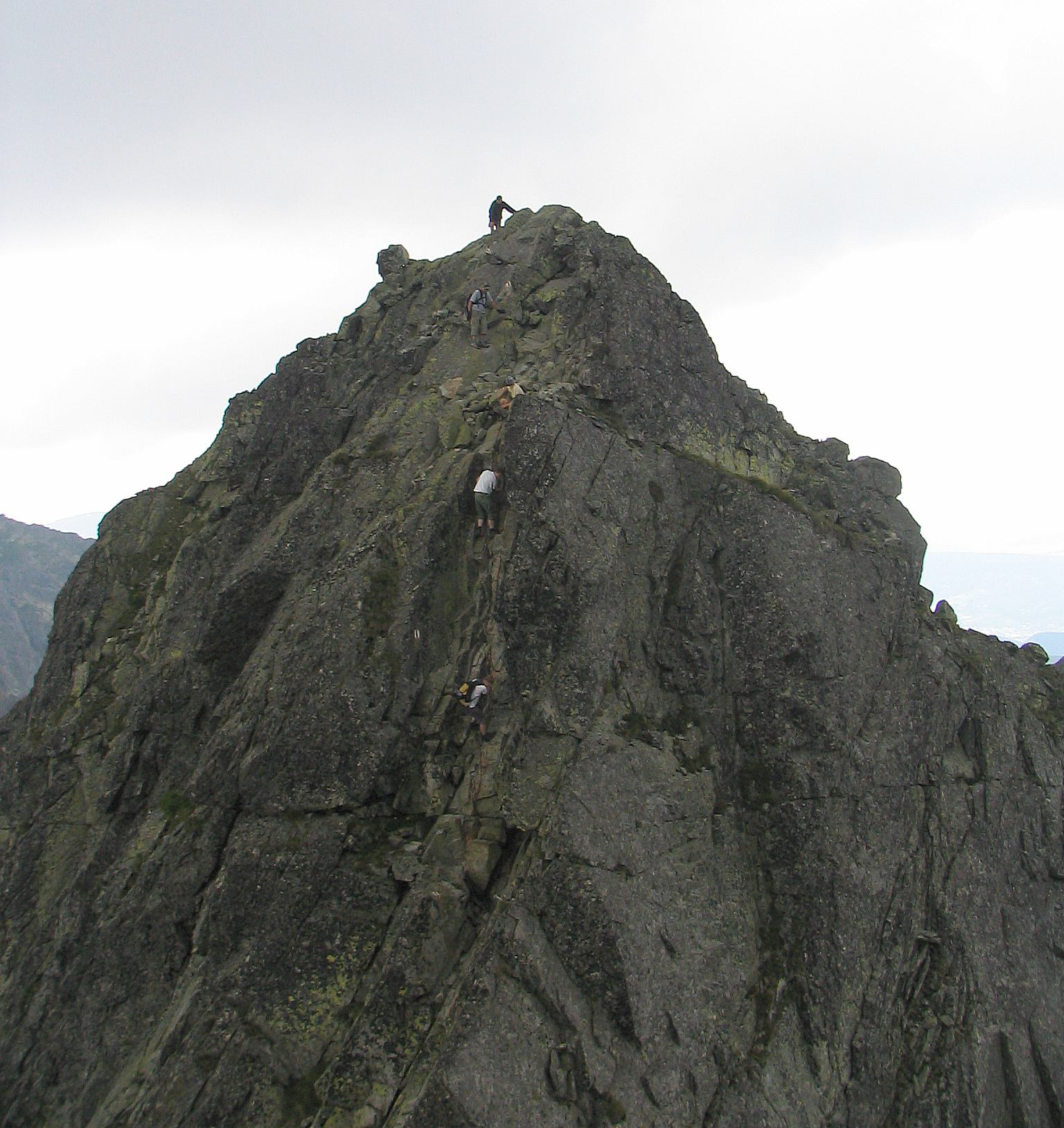
Stezka klesá z Kozich Czubů

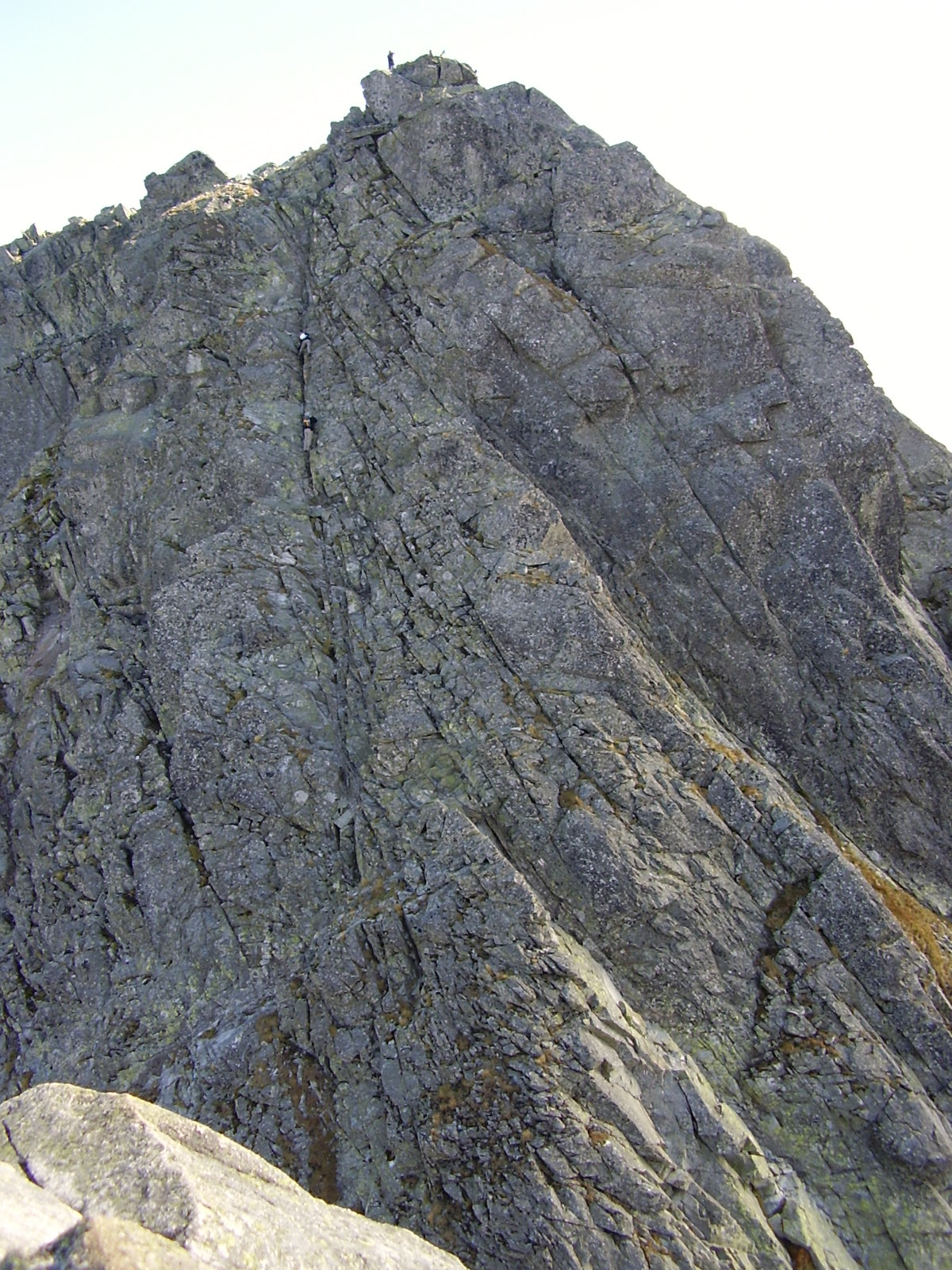
Stezka na Kozim Wierchu

Orla Perć (česky: „Orlí stezka“) je horská pěší trasa v Tatrách v jižním Polsku. Je považovaná za nejtěžší a nejnebezpečnější stezku v celých Tatrách , a proto je vhodná pouze pro zkušené turisty s náležitým vybavením. Stezka je značená červenou turistickou značkou. Zahynulo na ní již více než 140 turistů.

## Technické údaje
Stezka se nachází ve Vysokých Tatrách. Její celková délka je 4,5 km. Čas přechodu 6 až 8 hodin podle turistických průvodců. Nejvyšším bodem stezky je Kozi Wierch s 2291 m n. m. Orla Perč začíná v sedle Zawrat (2159 m) a končí v sedle Krzyżne (2112 m); vede přes několik vrcholů a další obchází po skalnatých hřebenech. Na nejstrmějších úsecích jsou instalovány žebříky, řetězy a kramle pro ulehčení výstupu. Na stezce je osm rozcestí, ze kterých lze sestoupit do dolin k horským chatám.

## Dějiny
Původní idea značené trasy pochází z roku 1901, kdy ji uveřejnil Franciszek Nowicki, polský básník a horský vůdce. Mezi lety 1903 a 1906 stezku zpřístupnil a vyznačil kněz Walenty Gadowski; rozcestí byla označena do roku 1911. V roce 2006, po několika smrtelných nehodách na stezce, horští vůdci Irena Rubinowska a Piotr Mikucki, apelovali na orgány Tatranského národního parku, aby bylo demontováno všechno původní zajištění na stezce a Orla Perč byla přeměněna na standardní ferátu. Výzva se nesetkala se všeobecným souhlasem a Orla Perć zůstala historickou hřebenovou túrou. Od roku 2007 je přikázán jednosměrný provoz ze sedla Zawrat na Kozi Wierch.

## Rekordy
Nejrychlejší čas zdolání trasy drží od 6. září 2018 polský horolezec Filip Babicz, který úsek Zawrat-Krzyżne uběhl za 1:04:23. Mezi ženami platí rekord polské běžkyně Olgy Łyjak 1:37:51 z 30. září 2016.